# Guldets forbandelse (film fra 1922)
 For alternative betydninger, se Guldets forbandelse. (Se også artikler, som begynder med Guldets forbandelse)
Guldets Forbandelse er en tysk stumfilm fra 1922 af F. W. Murnau.

## Medvirkende
- Eugen Klöpfer – Peter Rog
- Vladimir Gajdarov – Johannes Rog
- Werner Krauss
- Eduard von Winterstein – Rudenburg
- Stella Arbenina – Helga
- Lya De Putti – Gerda
- Alfred Abel – Ludwig von Lellewel
- Grete Diercks – Maria